# Anshing
Anshing (marathi: Ansing (Shrungarushi Maharaj)) är en ort i Indien.   Den ligger i distriktet Washim och delstaten Maharashtra, i den centrala delen av landet, 1 000 km söder om huvudstaden New Delhi. Anshing ligger 549 meter över havet och antalet invånare är 19 000.
Terrängen runt Anshing är huvudsakligen platt. Anshing ligger uppe på en höjd. Runt Anshing är det tätbefolkat, med 266 invånare per kvadratkilometer. Det finns inga andra samhällen i närheten. Trakten runt Anshing består till största delen av jordbruksmark.